# Velika nagrada Sanrema 1948
Velika nagrada Sanrema 1948 je bila sedma dirka za Veliko nagrado v Sezoni Velikih nagrad 1948. Odvijala se je 27. junija 1948 v mestu Sanremo. 

## Rezultati

### Dirka
| Poz | Dirkač                | Moštvo              | Dirkalnik         | Krogi | Čas/Odstop |
| --- | --------------------- | ------------------- | ----------------- | ----- | ---------- |
| 1   | Alberto Ascari        | Scuderia Ambrosiana | Maserati 4CLT     | 85    | 3:03:34.0  |
| 2   | Luigi Villoresi       | Scuderia Ambrosiana | Maserati 4CLT     | 84    | +1 krog    |
| 3   | Clemar Bucci          | Privatnik           | Maserati 4CL      | 83    | +2 kroga   |
| 4   | Raymond Sommer        | Scuderia Ferrari    | Ferrari 166       | 82    | +3 krogi   |
| 5   | Louis Rosier          | Ecurie Tricolore    | Talbot-Lago T26C  | 81    | +4 krogi   |
| 6   | Louis Chiron          | Ecurie France       | Talbot-Lago T250C | 80    | +5 krogov  |
| 7   | Princ Bira            | Ecurie France       | Maserati 4CL      | 80    | +5 krogov  |
| 8   | Yves Giraud-Cabantous | Privatnik           | Talbot-Lago T26C  | 79    | +6 krogov  |
| 9   | Eugene Chaboud        | Ecurie Gersac       | Delahaye 135CS    | 78    | +7 krogov  |
| 10  | Rudolf Fischer        | Equipe Gordini      | Simca-Gordini T11 | 78    | +7 krogov  |